# Spiniphora brevipalpis
Spiniphora brevipalpis är en tvåvingeart som först beskrevs av Schmitz 1935.  Spiniphora brevipalpis ingår i släktet Spiniphora och familjen puckelflugor. Inga underarter finns listade i Catalogue of Life.